# (1036) Ganímedes
(1036) Ganymed és un asteroide que forma part dels asteroides Amor i va ser descobert el 23 d'octubre de 1924 per Wilhelm Heinrich Walter Baade des de l'observatori d'Hamburg-Bergedorf, Alemanya.
Ganymed va rebre inicialment la designació de 1924 TD.
Posteriorment es va anomenar així per Ganímedes, un personatge de la mitologia grega.

## Característiques orbitals
Ganymed orbita a una distància mitjana del Sol de 2,663 ua, i pot apropar-se fins a 1,241ua. La seva inclinació orbital és 26,69° i l'excentricitat 0,5339. Triga a completar una òrbita al voltant del Sol 1.587 dies.
El seu proper pas proper a la Terra serà el 13 d'octubre de 2024 a una distància de 0,3741 ua, mentre que el 16 de desembre de 2176 estarà a sol 0,02868 ua de Mart.

## Característiques físiques
A causa de la seva primerenca data de descobriment, Ganymed té una rica història d'observacions. En 1931, basant-se en les observacions fins a aquell moment, es va establir en 9,24 la seva magnitud absoluta, una mica més brillant que el valor actual de 9,45.Per les mesures espectrals, Ganymed és un asteroide de tipus S, cosa que significa que és reflector i està compost d'ortopiroxens, silicats de ferro i magnesi.
Imatges de radar preses en 1998 amb el radiotelescopio d'Arecibo van revelar que Ganymed era aproximadament esfèric. Un altre estudi de la mateixa època va suggerir que la superfície de l'asteroide és més o menys uniforme.